# Villem Grünthal-Ridala

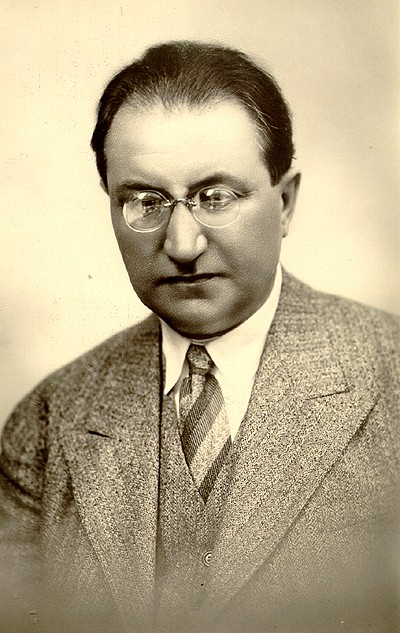
Villem Grünthal-Ridala

Villem Grünthal-Ridala (* 30. Mai 1885 in Kuivastu, Gouvernement Livland, Russisches Reich; † 16. Januar 1942 in Helsinki, Finnland) war ein estnischer Lyriker, Übersetzer, Sprachwissenschaftler und Folklorist.

## Leben
Villem Grünthal-Ridala wurde unter dem Namen Wilhelm Grünthal als Sohn eines Kneipiers auf der Insel Muhu geboren. Er besuchte zunächst die Kirchspiel-Schule in Hellamaa (heute Gemeinde Hiiumaa) und danach die Eisenschmidt'sche Privatschule sowie das staatliche Gymnasium in Kuressaare. Ab 1905 studierte er an der Universität Helsinki Finnisch und Literaturwissenschaft. 1911 legte er sein Magisterexamen ab.
Von 1910 bis 1919 unterrichtete Villem Grünthal-Ridala in Tartu Estnisch. Von 1910 bis 1914 war er darüber hinaus als Redakteur der Zeitschrift Eesti Kirjandus und von 1914 bis 1916 als Redakteur bei Üliõpilaste leht tätig.
Von 1923 bis zu seinem Tod war Grünthal-Ridala Lektor für estnische Sprache und Literatur an der Universität in Helsinki. 1941 promovierte er über Ostseefinnische Sprachen.

## Lyrisches Werk
Villem Grünthal-Ridala ist vor allem mit seinen Gedichten in estnischer Sprache bekannt geworden. Besonders sein eposhaftes Werk Toomas ja Mai (1924) sowie die Balladensammlung Sinine kari (1930) waren richtungsweisend für die estnische Lyrik der Zeit. Die Gedichte sind vornehmlich vom Impressionismus geprägt. Wiederkehrende Motive sind die Insellandschaft seiner Heimat sowie das Strandleben. Er gehörte der 1905 gegründeten Literatengruppe Noor-Eesti (Junges Estland) an.

## Gedichtsammlungen
- „Villem Grünthali laulud“ (1908)
- „Kauged rannad“ (1914)
- „Ungru krahv ehk Näckmansgrund“ (1915)
- „Merineitsit“ (1918)
- „Saarnak“ (1918)
- „Toomas ja Mai“ (1924)
- „Tuules ja tormis“ (1927)
- „Sinine kari“ (1930)
- „Meretäht“ (1935)
- „Laulud ja kauged rannad“ (1938)
- „Väike luuleraamat“ (1969)
- „Valitud värsid“ (1986)
- „Püha Rist“